# Zonitis hesperis
Zonitis hesperis är en skalbaggsart som beskrevs av Nils Sten Edvard Selander 1952. Zonitis hesperis ingår i släktet Zonitis och familjen oljebaggar. Inga underarter finns listade i Catalogue of Life.